# Maroeuil British Cemetery
Maroeuil British Cemetery is een Britse militaire begraafplaats met gesneuvelden uit de Eerste Wereldoorlog, gelegen in de Franse gemeente Maroeuil (departement Pas-de-Calais). De begraafplaats werd ontworpen door Reginald Blomfield en ligt op een licht hellend terrein aan een onverharde weg op 380 m ten noordwesten van het centrum (Église Sainte-Bertille). Ze heeft een onregelmatig grondplan en wordt gedeeltelijk omsloten door een bakstenen muur. Aan de straatzijde wordt ze afgebakend met een draadafsluiting en een metalen hekje, vanwaar een pad van 16 m naar de eigenlijke toegang van de begraafplaats leidt. Deze bestaat uit een metalen hekje tussen witte stenen zuilen. Even verderop staat het Cross of Sacrifice en aan de tegenover liggende zijde staat de Stone of Remembrance. De begraafplaats wordt onderhouden door de Commonwealth War Graves Commission.
Er worden 574 doden herdacht waaronder 5 niet geïdentificeerde.

## Geschiedenis
De begraafplaats werd in maart 1916 door de 51st (Highland) Division gestart toen de Commonwealth-troepen het front van Arras overnamen. Ze bleef de relatie met deze divisie behouden tot de zomer van 1918. De begraafplaats werd tegen observatie door de vijand beschermd door de heuvelkam waarachter ze lag. De lichamen van de gesneuvelden werden waar mogelijk vanaf de frontlinie met de tram naar de begraafplaats gebracht. Bijna de helft van de slachtoffers waren manschappen van Highland-eenheden en veel van de resterende graven zijn van Londense eenheden die van juli tot december 1916 in Maroeuil gelegerd waren.
Op de begraafplaats liggen ook 25 officieren en manschappen van de Tunnelling Companies van de Royal Engineers die omkwamen bij mijnexplosies.
Onder de geïdentificeerde doden zijn er 529 Britten, 30 Canadezen, 2 Indiërs, 1 Chinees (tewerkgesteld bij het Chinese Labour Corps) en 7 Duitsers.

## Graven

### Onderscheiden militairen
- Eric James Tyson, majoor bij het Royal Flying Corps werd onderscheiden met de Distinguished Service Order en het Military Cross (DSO, MC).
- William MacCallum MacFarlane, luitenant-kolonel bij de Highland Light Infantry werd onderscheiden met de Distinguished Service Order (DSO).
- Edward James Blair, kapitein bij het Royal Army Medical Corps, Charles Stanley Hipwell, luitenant bij het London Regiment (Queen's Westminster Rifles) en W.B. Anderson, onderluitenant bij de Gordon Highlanders werden onderscheiden met het Military Cross (MC).
- de sergeanten A. Wilson (Durham Light Infantry) en William James Boyd (Argyll and Sutherland Highlanders) en soldaat Benjamin Senkosky (Canadian Infantry) werden onderscheiden met de (Distinguished Conduct Medal) (DCM).
- onderluitenant Cecil Andrews Clarke (Middlesex Regiment), de sergeanten W.H. French (London Regiment (Royal Fusiliers)) en James Wishart (Black Watch (Royal Highlanders)), kanonnier William James Goulding (Royal Field Artillery), korporaal Frederick Charles Westerdale (London Regiment (Royal Fusiliers)) en de soldaten Vincent Harold Faulkner (Canadian Infantry) en Hirst Graham (Duke of Wellington's (West Riding Regiment) werden onderscheiden met de Military Medal (MM).

### Minderjarige militairen
- de soldaten A. Lobban en H.D. Ingram (Gordon Highlanders) en Daniel Dunnett (Seaforth Highlanders) waren 16 jaar toen ze sneuvelden.
- de soldaten Alexander Gemmell en John Graig Stewart (Argyll and Sutherland Highlanders), Peter Graig en James Gray (Black Watch (Royal Highlanders), P. Cowie (Gordon Highlanders) en Alexander Bain Mitchell (Royal Scots) waren 17 jaar toen ze sneuvelden.

### Aliassen
- korporaal James S. Hamilton diende onder het alias James Smith bij de Royal Engineers.
- soldaat Lewis John Kent diende onder het alias Jack Barton bij het London Regiment (London Scottish).